# Melanie Kogler
Pour les articles homonymes, voir Melanie et Kogler.
Melanie Kogler est une actrice autrichienne née le 18 avril 1985 à Salzbourg, Autriche. 
Elle est surtout connue pour son rôle de Marlene von Lahnstein dans la série télévisée allemande Verbotene Liebe.

## Filmographie
- 2008 : Komödienstadel - G'suacht und g'fundn (téléfilm) : Simone Pfeiffer
- 2009 : Komödienstadel - Der letzte Bär von Bayern (téléfilm) : Sabrina Schnapphahn
- 2009 : Komödienstadel - Endstation Drachenloch (téléfilm) : Elise Stangassinger
- 2011-2014 : Verbotene Liebe (série télévisée) : Marlene von Lahnstein, née Marlene Wolf
- 2015 : Wilsberg (série télévisée) : Maite Keller
- 2007-2016 : Die Rosenheim-Cops (série télévisée) : Carola Maisenberger / Sophie Painter